# Маккартни, Джейсон
Джейсон Маккартни OAM (англ. Jason McCartney, родился 14 марта 1974 в Нилле, Виктория) — игрок в австралийский футбол, выживший в терактах на Бали 12 октября 2002 года; в прошлом — тренер Академии при Австралийском институте спорта, бывший лист-менеджер клуба «Вестерн Буллдогс», в настоящее время — лист-менеджер клуба «Грейтер Вестерн Сидней Джайентс».

## Начало карьеры в АФЛ
Карьеру игрока в АФЛ Маккартни начал, выступая за «Коллингвуд» и заработав репутацию отличного игрока. Он мог выступать на позиции как нападающего, так и защитника. За «сорок» он играл на протяжении четырёх сезонов с 1991 по 1994 годы, а затем в 1995 году дебютировал в составе клуба «Аделаида». Большую часть выступлений он пропустил в связи с тем, что проигрывал конкуренцию и без того сильным игрокам, особенно в 1997 году, когда «вороны» впервые выиграли АФЛ. В итоге Маккартни перешёл в команду «Норт-Мельбурн», с которой вышел в Суперфинал АФЛ в 1998 году, где его команда проиграла «Аделаиде».
В 1999 году его команда снова получила шанс сыграть в Суперфинале, однако в «предварительном финале» против «Брисбена» был удалён с поля, о чём потом говорил как о худшем моменте в его жизни. В финале, в котором «Норт-Мельбурн» выиграл АФЛ, он не сыграл. В 2000 году его команда проиграла предварительный финал, а вся финальная серия стала последней для него: невезения преследовали Маккартни на протяжении всей его игровой карьеры. В 2002 году он был в плохой форме, но вынужден был играть на позиции нападающего вместо Уэйна Кэри, ушедшего из клуба в связи с секс-скандалом, в котором были замешаны он и жена другого игрока, Энтони Стивенса.

## Теракты на Бали
12 октября 2002 года группа игроков АФЛ отдыхала на Бали, а Маккартни проводил время в баре «Падди». Поздно вечером в районе отдыха прогремели два взрыва: в баре взорвался смертник, а у клуба «Сари» взлетел на воздух заминированный фургон. Одноклубник Джейсона, Мик Мартин, в результате взрыва отделался небольшими ожогами, в то время как сам Джейсон получил ожоги более 50% тела, причём ожоги II степени.
Изначально Маккартни решил, что его ожоги не настолько серьёзны, и принялся спасать всех, кто был жив в горящем помещении, поскольку был убеждён, что им угрожает куда более серьёзная опасность. Его, равно как и других пострадавших австралийцев в теракте, должны были доставить специальным чартерным рейсом в Мельбурн. По прибытии в Мельбурн его срочно отправили в госпиталь и экстренно прооперировали, поскольку полученные им ранения и ожоги угрожали его жизни. Отчасти спасло его жизнь переливание крови. Выжившего игрока указом от 17 октября 2003 года наградили медалью Ордена Австралии с формулировкой «за помощь в реабилитации пострадавших и родственников жертв после терактов на Бали, случившихся 12 октября 2002 года, и за сбор средств в помощь пострадавшим».

## Возвращение в АФЛ
Несмотря на тяжелейшие последствия, Джейсон заявил о том, что намерен вернуться в большой спорт. 14 декабря 2002 года он женился на своей возлюбленной Нериссе Вандехдейн (спустя 63 дня после теракта), параллельно проводя реабилитационные мероприятия. Он сыграл семь матчей с командой Викторианской футбольной лиги «Порт-Мельбурн», фарм-клубом «Норт-Мельбурна».
6 июня 2003 года Маккартни сыграл матч АФЛ за «кенгуру» против «Ричмонда»: на поле он вышел не в традиционной безрукавке, а в майке с длинными рукавами, нося защитные перчатки. Он играл под номером 5, хотя на его майке также были видны ещё два номера — 88 (по числу погибших австралийцев) и 202 (по числу всех жертв теракта), причём зрители принесли щитки с такими же цифрами на матч. Он отметился тремя ударами (в том числе одним ударом с метки), одним голом в малые ворота (6 очков) и одним голом в большие ворота (1 очко). В начале последней четверти матча он забил гол, а в конце матча, когда его команда уступала с разницей в 1 очко. решил отдать пас на Ли Хардинга, который забил решающий гол в малые ворота и принёс клубу победу.
Однако после игры Маккартни заявил о завершении игровой карьеры, поскольку его реабилитация отняла слишком много сил, а он желал завершить карьеру на мажорной ноте. В Австралии его считают легендой спорта: в рейтинге самых известных событий в истории АФЛ по версии спортивного телеканала Fox Footy его история заняла 7-е место. В 2008 году Маккартни был изображён на картине Джейми Купера «Игра, которая породила Австралию» (англ. The Game That Made Australia), посвящённой 150-летию австралийского футбола.

## После игровой карьеры
С 2003 года в матчах между клубами «Коллингвуд» и «Норт-Мельбурн» игроку, продемонстрировавшему образец храбрости на поле, присуждается медаль Джейсона Маккарти. Сам Маккартни опубликовал мемуары «После Бали» (англ. After Bali), описавшие последствия теракта и его реабилитацию. Также он нередко выступает как мотивационный оратор в Австралии, совмещая это с тренерской карьерой: в 2009 году он был помощником тренера «Колдер Кэннонс» в Кубке TAC, в 2011 году был тренером молодёжи в команде «Фримантл. В конце 2011 года он вернулся в Мельбурн, в «Вестерн Буллдогс» как лист-менеджер. С 2017 года является лист-менеджером клуба «Грейтер Вестерн Сидней Джайентс».